# Diplopseustoides mineti
Diplopseustoides mineti is een vlinder uit de familie van de grasmotten (Crambidae), uit de onderfamilie van de Lathrotelinae. De wetenschappelijke naam van deze soort is voor het eerst gepubliceerd in 2012 door Christian Guillermet.
De soort komt voor in Réunion.